# Головащук Сергій Іванович
Сергій Іванович Головащук (30 вересня 1922, с. Соболівка, тепер Коростенського району Житомирської області — 24 червня 2013, Київ) — український мовознавець, словникар, кандидат філологічних наук з 1971.

## Біографія
Закінчив 1952 Київський університет. У 1971 році захистив дисертацію та здобув науковий ступінь кандидата філологічних наук (науковий керівник — професор Леонід Паламарчук).
Працював упродовж 1950—1958 років у видавництві АН України, з 1958 року — в Інституті мовознавства ім. О. О. Потебні АН України (з 1973 року — старший науковий співробітник), у 1991—1998 роках — старший науковий співробітник в Інституті української мови НАН України.
Помер у 90-річному віці 24 червня 2013 року.

## Наукова діяльність
Автор праць з української лексикографії, правопису, культури мови:
- монографія «Перекладні словники і принципи їх укладання» (1976);
- «Словник-довідник з правопису» (1979);
- «Словник-довідник з правопису та слововживання» (1989);
- «Складні випадки наголошення. Словник-довідник» (1995);
- «Словник-довідник з українського літературного слововживання» (2000);
- «Російсько-український словник сталих словосполучень» (2001);
- ряду статей у наукових збірниках і періодиці.

Один з укладачів і редакторів «Русско-украинского словаря» (т. 1–3, 1968; Держ. премія УРСР в галузі науки і техніки, 1973), «Словника української мови» (т. 1–11, 1970—1980; Держ. премія СРСР, 1983), «Орфографічного словника української мови» (1975, 1999), «Словника синонімів української мови» (Т. 1-2, 1999—2000).

### Монографії
- Перекладні словники та принципи їх укладання (1976).

### Словники
- Російсько-український геологічний словник (1959; співукладач).
- Російсько-український словник (у 3 т.; 1968; співукладач і співредактор).
- Словник української мови" (в 11 т.; 1970—1980; співукладач і співредактор).
- Орфографічний словник української мови (1975; співукладач і співредактор).
- Перекладні словники та принципи їх укладання (1976).
- Словник-довідник з правопису (1979).
- Словник-довідник з правопису та слововживання (1989).
- Орфографічний словник: 4–10 кл. (1987; 9-те вид. — 1996).
- Орфографічний словник української мови (1994; співукладач; 2-е вид. 1999).
- Складні випадки наголошення (1995).
- Українське літературне слововживання (1995).
- Русско-украинский словарик (1997).
- Правописний словник (1999).
- Словник синонімів української мови (у 2 т.; 1999—2000; співукладач; 2-е вид. — 2006).
- Словник-довідник з українського літературного слововживання (2000; 3-є вид. — 2010).
- Російсько-український словник сталих словосполучень (2001).
- Словник наголосів (2003).
- Орфографічний словник складних слів української мови (2008).

### Статті
- До специфіки перекладної лексикографії близькоспоріднених мов // Мовознавство. — № 1. — 1970. — С. 3—10.
- Розмежування значень слів у двомовному словнику // Мовознавство. — 1970. — № 4. — С. 15—24.
- А. Ю. Кримський як лексикограф // А. Ю. Кримський — україніст і орієнталіст: (матеріали ювіл. сесії до 100-річчя з дня народж.) / АН УРСР; Ордена Трудового Червоного Прапора Інститут мовознавства імені О. О. Потебні; редкол.: І. К. Білодід (відп. ред.) та ін. — Київ : Наукова думка, 1974. — С. 49—59.
- Позасловникова лексика в творах Олеся Гончара // Мовознавство. — 1988. — № 6. — С. 32—40.
- До правопису закінчень відмінюваних слів // Український правопис: так і ні. — К., 1997. — С. 81—86.